# Cyclefly
Cyclefly – irlandzki zespół grający rock alternatywny.
Zespół wiele razy koncertował po Wielkiej Brytanii i Irlandii w swej karierze, zarówno samodzielnie jak i jako support z Bush i Live. Wydali dwa albumy – Generation Sap w 1999 i Crave w 2002, poza tym obecnie niesamowicie rzadki i trudno dostępny Dogabone EP oraz rozmaite single. Na drugiej płycie Crave w utworze Karma Killer udziela się gościnnie Chester Bennington z Linkin Park.
Po ich ostatnim albumie zespół rozpadł się. Declan wraz z bratem Ciaranem O'Shea założyli nowy zespół Hueman w 2004; zastąpili Nono Preste i Jeana-Mi Cavallo Aidenem Lee i Kieran O'Neillem. Jakkolwiek Hueman się rozpadł. Declan O'Shea i Christian Montagne uformowali nowy zespół nazwany Mako i wydali już nowy album.

## Skład
- Declan O'Shea (wokal)
- Ciaran O'Shea (gitara)
- Nono Presta (gitara)
- Christian Montegue (gitara basowa)
- Jean-Mi Cavallo (perkusja)

## Dyskografia
- Generation Sap (1999)
- Crave (2002)